# Robert Winley
Robert „Bob“ Winley (* 9. Dezember 1952 in Boston, Massachusetts; † 21. Oktober 2001 in Costa Mesa, Kalifornien) war ein US-amerikanischer Schauspieler.

## Leben
Winley wurde in Boston geboren und wuchs im US-Bundesstaat Massachusetts auf.
Er starb im Alter von 48 Jahren an den Folgen eines Hirntumors.

## Karriere
Winley begann seine Karriere vor der Kamera 1985 mit einer Nebenrolle in dem Western Pale Rider – Der namenlose Reiter an der Seite von Clint Eastwood. Es folgten Auftritte in zahlreichen Fernsehserien und Filmen, in denen er oft harte Bösewichte spielte. Ein Markenzeichen Winleys war sein Bart.
Seine bekannteste Rolle war die des Zigarre rauchenden Bikers Robert Pantelli in dem Science-Fiction-Film Terminator 2 – Tag der Abrechnung aus dem Jahr 1991, in dem Arnold Schwarzeneggers Figur von ihm zu Beginn des Films dessen Kleidung, Stiefel und Motorrad fordert und Winley mit dem berühmten Filmzitat „Du hast vergessen, bitte zu sagen“ antwortet. Einen seiner letzten Auftritte vor der Kamera hatte er 2001 in Joyride – Spritztour mit Leelee Sobieski, Paul Walker und Steve Zahn.
Als Bühnendarsteller gewann er den angesehenen „Best Actor Award“ der Los Angeles Press für seine Rolle in When you comin’ back Red Ryder. Er spielte zudem Jesus in dem jährlich stattfindenden Passionsspiel The Glory of Easter.
Im deutschen Sprachraum wurde Robert Winley unter anderem von Walter Alich, Gustav Adolph Artz, Kurt Goldstein, Helgo Liebig, Gerhard Marcel, Gerald Paradies, Karl Schulz und Marlin Wick synchronisiert.

## Filmografie (Auswahl)

### Film
- 1985: Pale Rider – Der namenlose Reiter
- 1986: Jake Speed
- 1987: Near Dark – Die Nacht hat ihren Preis
- 1988: Todesspiele (Fernsehfilm; I Saw What You Did)
- 1989: Showdown in L.A. (Fernsehfilm)
- 1990: Mit stählerner Faust
- 1991: Stone Cold – Kalt wie Stein
- 1991: Terminator 2 – Tag der Abrechnung
- 1995: Stranger – Wüste der Gesetzlosen (The Stranger)
- 1996: Pinocchio – Puppe des Todes (Pinocchio’s Revenge)
- 1997: Pool der Leidenschaft
- 2001: Joyride – Spritztour

### Fernsehen
- 1985: Shadow Chasers
- 1986: Falcon Crest
- 1986: Sledge Hammer!
- 1986: Outlaws
- 1989: Geschichten aus der Gruft
- 1991: FBI: The Untold Stories
- 1992: Hat Squad (The Hat Squad)
- 1994: Die Abenteuer des Brisco County jr.
- 1994: Emergency Room – Die Notaufnahme
- 1996: Sliders – Das Tor in eine fremde Dimension
- 1997: Walker, Texas Ranger

## Theater (Auswahl)
- 1979: Paul Bunyon Playhouse, Minnesota
- 1984: Holy Ghost, McCadden Theatre, Hollywood
- When you comin’ back Red Ryder
- 1993: Glory of Easter (Crystal Cathedral)[5]